# 全国学校総鑑
全国学校総鑑（ぜんこくがっこうそうかん）は、教育に関する書籍の一つである。

## 概要
- 財団法人文教協会により編纂された。
- 1950年3月10日発行で、その前年である1949年4月30日時点での調査データに基づいて作成された。
- 幼稚園、小学校、中学校、高等学校、大学、旧制大学などその当時、沖縄県を除く各都道府県に存在していた学校について調べる重要な手がかりとなる。この次の1955年に発行されていく『全国学校総覧』に踏襲されていくことになる。
- 国立国会図書館に所蔵されているが、劣化資料なのでデジタル資料として閲覧することになる。